# Distrito Escolar Independiente de Fort Stockton
El Distrito Escolar Independiente de Fort Stockton (Fort Stockton Independent School District, FSISD) es un distrito escolar de Texas. Tiene su sede en Fort Stockton. Gestiona dos escuelas primarias, Apache y Álamo, una escuela intermedia, una escuela media, y una escuela preparatoria.
A partir de 2015 el actual superintendente del distrito es Ralph Traynham.